# Lijst van voetbalinterlands Ghana - Zuid-Afrika
Deze lijst van voetbalinterlands is een overzicht van alle officiële voetbalwedstrijden tussen de nationale teams van Ghana en Zuid-Afrika. De Afrikaanse landen hebben tot op heden zestien keer tegen elkaar gespeeld. De eerste ontmoeting, een vriendschappelijke wedstrijd, was op 26 november 1994 in Pretoria. Het laatste duel, een kwalificatiewedstrijd voor het Wereldkampioenschap voetbal 2022, werd gespeeld in Cape Coast op 14 november 2021.

## Wedstrijden
| №  | Plaats       | Datum             | Competitie                   | Wedstrijd           | Uitslag |
| -- | ------------ | ----------------- | ---------------------------- | ------------------- | ------- |
| 1  | Pretoria     | 26 november 1994  | Vriendschappelijk            | Zuid-Afrika − Ghana | 2 − 1   |
| 2  | Johannesburg | 31 januari 1996   | Afrika Cup 1996              | Zuid-Afrika − Ghana | 3 − 0   |
| 3  | Pretoria     | 21 september 1996 | Vriendschappelijk            | Ghana − Zuid-Afrika | 0 − 0   |
| 4  | Kumasi       | 6 februari 2000   | Afrika Cup 2000              | Zuid-Afrika − Ghana | 1 − 0   |
| 5  | Ségou        | 24 januari 2002   | Afrika Cup 2002              | Ghana − Zuid-Afrika | 0 − 0   |
| 6  | Kumasi       | 20 juni 2004      | WK 2006 kwalificatie         | Ghana − Zuid-Afrika | 3 − 0   |
| 7  | Johannesburg | 18 juni 2005      | WK 2006 kwalificatie         | Zuid-Afrika − Ghana | 0 − 2   |
| 8  | Bloemfontein | 15 oktober 2008   | Vriendschappelijk            | Zuid-Afrika − Ghana | 2 − 1   |
| 9  | Johannesburg | 11 augustus 2010  | Vriendschappelijk            | Zuid-Afrika − Ghana | 1 − 0   |
| 10 | Mongomo      | 27 januari 2015   | Afrika Cup 2015              | Zuid-Afrika − Ghana | 1 − 2   |
| 11 | Durban       | 11 oktober 2016   | Vriendschappelijk            | Zuid-Afrika − Ghana | 1 − 1   |
| 12 | Dubai        | 15 juni 2019      | Vriendschappelijk            | Ghana − Zuid-Afrika | 0 − 0   |
| 13 | Cape Coast   | 14 november 2019  | Afrika Cup 2021 kwalificatie | Ghana − Zuid-Afrika | 2 − 0   |
| 14 | Johannesburg | 25 maart 2021     | Afrika Cup 2021 kwalificatie | Zuid-Afrika − Ghana | 1 − 1   |
| 15 | Johannesburg | 6 september 2021  | WK 2022 kwalificatie         | Zuid-Afrika − Ghana | 1 − 0   |
| 16 | Cape Coast   | 14 november 2021  | WK 2022 kwalificatie         | Ghana − Zuid-Afrika | 1 − 0   |

## Samenvatting
| Competitie              | Totaal gespeeld | Winst Ghana | Gelijk | Winst Zuid-Afrika | Doelsaldo Ghana – Zuid-Afrika |
| ----------------------- | --------------- | ----------- | ------ | ----------------- | ----------------------------- |
| WK-kwalificatie         | 4               | 3           | 0      | 1                 | 6 − 1                         |
| Afrika Cup              | 4               | 1           | 1      | 2                 | 2 − 5                         |
| Afrika Cup-kwalificatie | 2               | 1           | 1      | 0                 | 3 − 1                         |
| Vriendschappelijk       | 6               | 0           | 3      | 3                 | 3 − 6                         |
| Totaal                  | 16              | 5           | 5      | 6                 | 14 − 13                       |

## Details

### Achtste ontmoeting
| Vriendschappelijk (Bloemfontein, Zuid-Afrika, 15 oktober 2008): |       |               |
| Zuid-Afrika                                                     | 2 – 1 | Ghana         |
| Benni McCarthy 40' Bernard Parker 78'                           | goals | 38' Yaw Antwi |

### Negende ontmoeting
| Vriendschappelijk (Johannesburg, Zuid-Afrika, 11 augustus 2010): |       |       |
| Zuid-Afrika                                                      | 1 – 0 | Ghana |
| Katlego Mphela 42'                                               | goals |       |

### Elfde ontmoeting
| Vriendschappelijk (Durban, Zuid-Afrika, 11 oktober 2016): |       |                    |
| Zuid-Afrika                                               | 1 – 1 | Ghana              |
| Ayanda Patosi 52'                                         | goals | 37' Mubarak Wakaso |

GFA · A-internationals · Selecties ·  Bondscoaches · Ghanees vrouwenelftal · Ghana U21 · Ghana U20 · Ghana U19 · Ghana U18 · Ghana U17
1950 – 1959 ·
1960 – 1969 ·
1970 – 1979 ·
1980 – 1989 ·
1990 – 1999 ·
2000 – 2009 ·
2010 – 2019 ·
2020 − 2029
WK 2006 ·
WK 2010 · 
WK 2014
OS 1964 · 
OS 1968 · 
OS 1972 · 
OS 1976 · 
OS 1992 · 
OS 1996 ·
OS 2004
1950 · 
1951 · 
1952 · 
1953 · 
1954 · 
1955 · 
1956 · 
1957 · 
1958 · 
1959 · 
1960 · 
1961 · 
1962 · 
1963 · 
1964 · 
1965 · 
1966 · 
1967 · 
1968 · 
1969 · 
1970 · 
1971 · 
1972 · 
1973 · 
1974 · 
1975 · 
1976 · 
1977 · 
1978 · 
1979 · 
1980 · 
1981 · 
1982 · 
1983 · 
1984 · 
1985 · 
1986 · 
1987 · 
1988 · 
1989 · 
1990 · 
1991 · 
1992 · 
1993 · 
1994 · 
1995 · 
1996 · 
1997 · 
1998 · 
1999 · 
2000 · 
2001 · 
2002 · 
2003 · 
2004 · 
2005 · 
2006 · 
2007 · 
2008 · 
2009 · 
2010 · 
2011 · 
2012 · 
2013 ·
2014 ·
2015 ·
2016 ·
2017 ·
2018 ·
2019 ·
2020 ·
2021 ·
2022 ·
2023
Algerije ·
Angola ·
Argentinië ·
Australië ·
Benin ·
Bosnië en Herzegovina ·
Botswana ·
Brazilië ·
Burkina Faso ·
Burundi ·
Canada ·
Centraal-Afrikaanse Republiek ·
Chili ·
China ·
Comoren ·
Congo-Brazzaville ·
Congo-Kinshasa ·
Cuba ·
DDR ·
Denemarken ·
Duitsland ·
Egypte ·
Engeland ·
Equatoriaal-Guinea ·
Eritrea ·
Ethiopië ·
Gabon ·
Gambia ·
Griekenland ·
Guinee ·
Guinee-Bissau ·
IJsland ·
India ·
Indonesië ·
Irak ·
Iran ·
Italië ·
Ivoorkust ·
Jamaica ·
Japan ·
Joegoslavië ·
Kaapverdië ·
Kameroen ·
Kenia ·
Lesotho ·
Letland ·
Liberia ·
Libië ·
Madagaskar ·
Malawi ·
Maleisië ·
Mali ·
Marokko ·
Mauritius ·
Mexico ·
Montenegro · 
Mozambique ·
Namibië ·
Nederland ·
Nicaragua ·
Nieuw-Zeeland ·
Niger ·
Nigeria ·
Noorwegen ·
Oeganda ·
Oostenrijk ·
Portugal ·
Qatar ·
Rusland ·
Rwanda ·
Saoedi-Arabië ·
Sao Tomé en Principe ·
Senegal ·
Servië ·
Sierra Leone ·
Singapore ·
Slovenië ·
Soedan ·
Somalië ·
Swaziland ·
Tanzania ·
Thailand ·
Togo ·
Tsjaad ·
Tsjechië ·
Tunesië ·
Turkije ·
Uruguay ·
Verenigde Staten ·
Zambia ·
Zimbabwe ·
Zuid-Afrika ·
Zuid-Korea ·
Zwitserland
Brazilië (2006) · 
Duitsland (2014) ·
Italië (2006) · 
Ivoorkust (2015) · 
Portugal (2014) ·
Servië (2010) · 
Tsjechië (2006) · 
Verenigde Staten (2006) · 
Verenigde Staten (2014)
SAFA · A-internationals · Bondscoaches · Selecties · Statistieken · Zuid-Afrikaans vrouwenelftal · Olympisch elftal · Zuid-Afrika U21 · Zuid-Afrika U19 · Zuid-Afrika U17
1906 – 1919 ·
1920 – 1929 ·
1930 – 1939 ·
1940 – 1949 · 
1950 – 1959 · 
1960 – 1969 · 
1970 – 1979 · 
1980 – 1989 · 
1990 – 1999 · 
2000 – 2009 · 
2010 – 2019 ·
2020 − 2029
AC 1996 · 
AC 1998 · 
AC 2000 · 
AC 2002 · 
AC 2004 · 
AC 2006 · 
AC 2008 · 
AC 2013
WK 1998 · 
WK 2002 · 
WK 2010
OS 2000 ·
OS 2016 ·
OS 2020
1947 · 
1948–1949 · 
1950 · 
1951-1952 ·
1953 · 
1954 · 
1955 · 
1956–1991 · 
1992 · 
1993 · 
1994 · 
1995 · 
1996 · 
1997 · 
1998 · 
1999 · 
2000 · 
2001 · 
2002 · 
2003 · 
2004 · 
2005 · 
2006 · 
2007 · 
2008 · 
2009 · 
2010 · 
2011 · 
2012 · 
2013 · 
2014 · 
2015 · 
2016 ·
2017 ·
2018 ·
2019 ·
2020 ·
2021 ·
2022 ·
2023 ·
2024
Algerije ·
Andorra ·
Angola ·
Argentinië ·
Australië ·
Benin ·
Bolivia ·
Botswana ·
Brazilië ·
Bulgarije ·
Burkina Faso ·
Burundi ·
Canada ·
Centraal-Afrikaanse Republiek ·
Chili ·
Colombia ·
Comoren ·
Congo-Brazzaville ·
Congo-Kinshasa ·
Costa Rica ·
Denemarken ·
Duitsland ·
Ecuador ·
Egypte ·
Engeland ·
Equatoriaal-Guinea ·
Ethiopië ·
Frankrijk ·
Gabon ·
Gambia ·
Georgië ·
Ghana ·
Guatemala ·
Guinee ·
Guinee-Bissau ·
Honduras ·
Ierland ·
IJsland ·
Irak ·
Israël ·
Italië ·
Ivoorkust ·
Jamaica ·
Japan ·
Kaapverdië ·
Kameroen ·
Kenia ·
Lesotho ·
Liberia ·
Libië ·
Madagaskar ·
Malawi ·
Mali ·
Malta ·
Marokko ·
Mauritanië ·
Mauritius ·
Mexico ·
Mozambique ·
Namibië ·
Nederland ·
Nieuw-Zeeland ·
Niger ·
Nigeria ·
Noord-Korea ·
Noorwegen ·
Oeganda ·
Panama ·
Paraguay ·
Polen ·
Portugal ·
Rwanda ·
Saoedi-Arabië ·
Sao Tomé en Principe ·
Schotland ·
Senegal ·
Servië ·
Seychellen ·
Sierra Leone ·
Slovenië ·
Soedan ·
Spanje ·
Swaziland ·
Tanzania ·
Thailand ·
Trinidad en Tobago ·
Tsjaad ·
Tsjechië ·
Tunesië ·
Turkije ·
Uruguay ·
Verenigde Arabische Emiraten ·
Verenigde Staten ·
Zambia ·
Zimbabwe ·
Zuid-Soedan ·
Zweden
Frankrijk (2010) ·
Mexico (2010) ·
Paraguay (2002) · 
Slovenië (2002) · 
Spanje (2002) · 
Uruguay (2010)